# ヨーゼフ・イェンネヴァイン
ヨーゼフ・イェンネヴァイン（Josef Jennewein、1919年11月21日 - 1943年7月27日）は、オーストリア出身のアルペンスキー、スキージャンプ選手、軍人。第二次世界大戦で86機を撃墜したドイツ空軍のエース・パイロットであり、その戦功から騎士鉄十字章を追贈された。

## 生涯
1919年11月21日、オーストリアサンクト・アントン・アム・アールベルクで生まれ、3歳でスキーを始めた。学生時代に同郷のルドルフ・マットからトレーニングを受け、1931年にチロルで開催されたスキー選手権のユースクラスで優勝した。1934年冬、スキージャンプの自己最高記録となる70mをマークした。
学校を卒業後、故郷のスキー学校でハンネス・シュナイダーとルドルフ・マットの下で働いた。1938年秋から、ゾントホーフェンでスキーインストラクターのトレーナーとして働き、ドイツ代表チームに選出された。1939年初頭、ラウバーホルン・スキーワールドカップに出場し、回転で優勝、滑降で3位、アルペン複合で2位となった。2月、ポーランドのザコパネで開催されたアルペンスキー世界選手権に出場し、回転と滑降で銀メダル、アルペン複合で金メダルを獲得した。1940年冬、ガルミッシュの冬季スポーツ週間で、回転、滑降、アルペン複合で優勝した。1941年2月、イタリアのコルティーナ・ダンペッツォで開催されたアルペンスキー世界選手権に出場し、滑降とアルペン複合で金メダルを獲得し、回転で6位となった。またノルディックスキー世界選手権にも出場し、スキージャンプで14位に入った。しかしこの年の大会は第二次世界大戦時のドイツの友好国だけしか参加していないため、1946年にフランスのポーで開催された国際スキー連盟の会議で世界選手権大会として公認しないこととされ、結果は公認記録から抹消された。
1940年に飛行訓練を始め、1941年夏に訓練を修了すると西部戦線の第5戦闘機学校第4中隊（4（Eins）/ JFS 5）に転属した。9月20日、スピットファイア3機を撃墜し、初戦果を記録した。10月15日、スピットファイア2機を撃墜し、5機撃墜でエース・パイロットとなった。1942年、東部戦線の第51戦闘航空団第2中隊（2./JG 51）に転属後、戦闘機学校で飛行教官を務めた。7月末までにソ連機14機を撃墜し、年内には原隊に復帰した。1943年1月18日、5機のPe-2を撃墜し、「一日で達成されたエース（Ace in a day）」となった。2月23日、5機のPe-2を撃墜し、2月24日にもソ連機7機を撃墜した。3月1日、空軍名誉杯を授与され、4月12日にはドイツ十字章金賞を受章した。5月6日、5機のIl-2を撃墜。5月22日、P-39を撃墜し、60機撃墜を達成。その後、第51戦闘航空団第1中隊（1./JG 51）に転属した。イェンネヴァインは7月中に、7月21日のソ連機5機を含む23機を撃墜した。7月27日、オリョール東での空戦の後、搭乗していたFw 190 A-6はソ連領土に不時着し、イェンネヴァインは行方不明になった。死後、少尉に昇進し、12月5日に騎士鉄十字章を追贈された。
生涯戦績は出撃回数271回、総撃墜数86機（29機のIl-2を含む）だった。その内5機が西部戦線で、81機が東部戦線で記録したものだった。

## 叙勲
- 鉄十字勲章1939年章
  - 2級
  - 1級
- 空軍名誉杯（1943年3月1日）
- ドイツ十字章金章（1943年4月12日）：第51戦闘航空団第I飛行隊の上級軍曹として
- 騎士鉄十字章（1943年12月5日）：第51戦闘航空団第1中隊のパイロット及び中尉として